# Gypsy (musikgenre)
Romamusik (ofte omtalt som gypsy eller sigøjnermusik, der betragtes som en nedsættende term) er musikken romaer, der havde deres oprindelse i det nordlige Indien, udøver. Romaerne er i dag hovedsageligt bosat i Europa.
Historisk set er musikken nomadisk. Romaer har længe fungeret som entertainere og håndværkere. Mange steder, hvor romaer bor, er de blevet kendt som musikere. De store afstande romaerne har rejst, har medført et væld af påvirkninger, startende med indiske rødder og tilføjet elementer af græske, arabiske, persiske, tyrkiske, serbiske, tjekkiske, slaviske, rumænske, tyske, hollandske, franske og spanske musikpåvirkninger.
Det er vanskeligt at fastlægge stilarten for romamusik, da der er mange forskelle i de melodiske, harmoniske, rytmiske og formelle strukturer fra område til område. Sangtekster til romasange er ofte sunget på en eller flere dialekter af sproget romani, og dans ledsager ofte roma-musikudøvelse.
Der er en stærk tradition for romamusik i Central- og Østeuropa, navnlig i lande som Ungarn, Rumænien og det tidligere Jugoslavien.

## Lautari
Lautari (dansk: ~ troubadourer) er traditionelle romamusikere fra Rumænien og Moldova. De danner grupper af 4-10 musikere. I Valakiet kaldes grupperne for Taraf. Grupperne spiller ofte på:
- panfløjte, der sandsynligvis ankom med tyrkerne. I gammel lăutarimusik anvendtes panfløjte næsten altid, men bruges sjældent i dag.
- Violin er altid populær blandt lăutarimusikkere.
- kontra violin
- kontrabas benyttes ofte af tarafmusikere, men langt mindre blandt lăutarimusikere.
- cobza / lauta, et instrument ligner en lut, der har en kort hals og bruges primært til rytmisk akkompagnement.
- cimbalom erstattede cobza, men har flere funktioner.
- harmonika er meget populær i den moderne lăutarimusik.
- klarinet bruges især i sydlige urban lăutarimusik.
- tárogató bruges især i Banat, i dag har saxofonen stort set erstattet tárogató.
- messinginstrumenter bruges især i Moldavien, fra Østrigsk påvirkning.

Lăutarimusikere benytter sjældent blæseinstrumenter i bondemusik, men nogle lăutarimusikere der fløjte ("fluier") eller sækkepibe ("cimpoi").
I dag benytter nogle lăutari balndt andet også elektriske, elektroniske og halvakustiske instrumenter, diverse keyboardinstrumenter, herunder elektriske harmonikaer, elektriske og halvakustiske guitarer og basser.
Lăutarimusik spiller en vigtig rolle ved blandt andet rumænske bondebryllupper, dåb, begravelse, og firmafester. De fleste af deres tekster er på rumænsk, andre er på romani.